# Francesca Tognetti
Francesca Tognetti (20 de agosto de 1995) es una deportista italiana que compite en pentatlón moderno. Ganó una medalla de plata en el Campeonato Europeo de Pentatlón Moderno de 2024, en la prueba de relevo mixto.

## Medallero internacional
| Campeonato Europeo | Campeonato Europeo | Campeonato Europeo | Campeonato Europeo |
| Año                | Lugar              | Medalla            | Competición        |
| ------------------ | ------------------ | ------------------ | ------------------ |
| 2024               | Budapest (Hungría) | Medalla de plata   | Relevo mixto       |